# Carex sartwelliana
Carex sartwelliana är en halvgräsart som beskrevs av Stephen Thayer Olney. Carex sartwelliana ingår i släktet starrar, och familjen halvgräs.
Artens utbredningsområde är Kalifornien. Inga underarter finns listade i Catalogue of Life.